# Парламентские выборы в Афганистане (2010)
Парламентские выборы состоялись 18 сентября 2010. На 249 мест в нижнюю палату парламента (Уолеси джирга) в парламенте претендовали около двух с половиной тысяч кандидатов.
Всего 18 сентября к урнам для голосования пришли около трети от общего состава потенциальных избирателей страны. По предварительным подсчетам, это — около 3,6 миллионов человек. В Афганистане отсутствует нижний предел явки на выборах.

Кандидаты, которые участвовали в выборах должны соответствовать критериям, изложенными в Конституции 2004 г. и Законе о выборах (возраст, гражданство). Кандидаты также должны оплатить взнос и предоставить определенное количество подписей.  Для выборов в нижнюю палату используется система единственного непередаваемого голоса.
Выборы сопровождались терактами со стороны движения Талибан, которое призвало к бойкоту выборов.

Предварительные результаты выборов станут известны 8 октября, а окончательные — не ранее конца октября.